# Ciriaco Morón Arroyo
Ciriaco Morón Arroyo (Pastrana, Guadalajara; 1935) és un filòleg i professor espanyol.

## Trajectòria acadèmica
Es llicencià en filosofia a la Universitat Pontifícia de Salamanca en 1957 i en 1962 es va doctorar a la Universitat de Múnic, on Martin Heidegger va ser una de les seves primeres influències.
Ha estat des de 1971 fins a la seva jubilació catedràtic “Emerson Hinchliff” d'Estudis Hispànics a la Universitat de Cornell (Ithaca, New York, USA) i és actualment investigador honorari en el Grup d'Anàlisi del Discurs del Centre de Ciències Humanes i Socials del Consell Superior d'Investigacions Científiques (Madrid). És doctor honoris causa en Lletres Humanes per la Universitat de St. Joseph de Filadèlfia.
Especialista en Literatura espanyola, és mestre en la línia metodològica d'Història de les idees. Ha escrit sobre autors i textos de totes les èpoques, però hi ha temes recurrents que es poden assenyalar en la seva producció: l'epistemologia de les Humanitats, Cervantes i el Segle d'Or (de la seva edició de La Vida es sueño de Pedro Calderón de la Barca, ha fet l'editorial Càtedra 16 reimpressions), la Generació del 98 i José Ortega y Gasset. En 2013 va rebre el Premi Internacional Menéndez Pelayo.

## Obres
- Abstraktion und Illumination. Probleme der Metaphysik Bonaventuras. (Dissertation), München Universität, 1963.
- El sistema de Ortega y Gasset, Madrid, Alcalá, 1968.
- Sentido y forma de La Celestina , Madrid, Cátedra, 1974, 2ª ed. revisada, 1984.
- Nuevas meditaciones del Quijote , Madrid, Gredos, 1976.
- Calderón: pensamiento y teatro, Santander, Sociedad Menéndez Pelayo, 1982.
- El “alma de España”. Cien años de inseguridad, Oviedo, Nobel, 1996.
- Las Humanidades en la era tecnológica, Oviedo, Nobel, 1998.
- The Humanities in the Age of Technology, Washington, The Catholic University of América Press, 2001.
- Para entender el Quijote , Madrid, Rialp, 2005.